# Consell d'administració
El Consell d'administració o directori és una de les formes que pot adoptar l'òrgan d'administració i de representació d'una societat mercantil.
En el dret espanyol, és la forma que s'ha de triar sempre que l'administració de la societat es confiï conjuntament a més de dues persones. En caracteritzar el consell per la seva naturalesa d'òrgan col·legiat, que adopta les seves decisions per majoria, s'evita que la possible existència de tres o més administradors amb facultats conjuntes pugui entorpir o dificultar el procés de presa de decisions. Aquest sistema d'administració té una llarga tradició en la pràctica societària, fonamentalment en les societats més grans.
Els membres del Consell són primer de tot administradors, que queden sotmesos per tant al règim general propi d'aquests. L'organització interna del consell pot ser lliurement acordada per cada societat. No obstant això, existeixen una sèrie d'elements obligatoris en gairebé totes les legislacions.
En concret a Espanya s'estableix com a obligatori que:
- La reunió del consell ha de convocar el president o qui en faci les funcions
- El consell queda vàlidament constituït quan concorrin a la reunió, presents o representats, la meitat més un dels seus components
- Amb caràcter general, i llevat que els estatuts determinin una majoria més àmplia, els acords del consell s'adopten per majoria absoluta dels consellers concurrents a la reunió
- La llei exigeix també que les discussions i acords del consell es portin a un llibre d'actes, havent de ser signades pel president i el secretari.

## Consellers delegats
Pel seu caràcter col·legiat i corporatiu, el consell és un òrgan poc adequat per atendre de forma contínua i eficaç a les múltiples qüestions de la gestió social. Per això i a fi d'agilitar l'administració ordinària és freqüent que el consell delegui les activitats normals de la gestió social en algun o diversos dels seus membres. Aquesta potestat de delegació es presenta com una manifestació de la llibertat organitzativa del mateix consell. El conseller o consellers delegats s'ha de moure en l'òrbita dels poders rebuts pel consell, sense ultrapassar els límits establerts en l'acord de delegació i respon en un altre cas de la seva extralimitació.

## El consell d'administració en les societats cotitzades
La transcendència econòmica de les grans societats obertes capitalistes i normalment borsàries, ha generat en la majoria dels països un moviment de replantejament de la comesa i de les funcions que han d'exercir els òrgans d'administració en aquest tipus d'empreses.

## El Conseller representant dels treballadors
En alguns països existeix la figura del Conseller representant de la plantilla. Aquesta persona té les mateixes funcions que qualsevol altre Conseller i desenvolupa les mateixes atribucions. La seva elecció/designació o cooptació, ve donada per la legislació de cada país. França, Alemanya o Espanya (entre altres) són països que compten amb aquesta figura, tot i que la manera com s'escull varia molt d'un país a l'altre.

### Regulació a Espanya
En aquest sentit a Espanya es va aprovar el 1998 un primer codi ètic dels consells d'administració, també denominat "Codi de bon govern" de les societats cotitzades, elaborat per una comissió d'experts sota els auspicis de la Comissió Nacional del Mercat de Valors. Aquest codi va recollir un conjunt de recomanacions, d'acceptació voluntària i sense eficàcia jurídica vinculant, en les que bàsicament es tracta de configurar al consell d'administració com un instrument de supervisió i control de la gestió de les empreses, amb l'ànim d'equiparar els interessos l'equip de direcció amb els dels accionistes aportants de capital.
La Llei 26/2003 va introduir un canvi important en aquesta matèria, instaurant el principi legal conegut internacionalment com a "complir o explicar", en obligar les societats cotitzades a publicar amb caràcter anual i des de 2004, un informe anual de govern corporatiu (IAGC) en el qual s'indiqui si se segueixen les recomanacions de bon govern, així com la justificació, si s'escau, per la manca de seguiment.
L'any 2006 es va aprovar el Codi Unificat de Bon Govern, conegut també com a Codi Conthe, compost per cinquanta-vuit recomanacions que manté una línia de continuïtat amb els seus predecessors, però introdueix alguns aspectes nous en les seves recomanacions com són els relatius a la diversitat de gènere en els consells, la major transparència en les remuneracions.
Això porta que el Consell desenvolupi dues funcions principals:
- L'orientació de la política de la companyia, els consellers actuen com a assessors en l'organització, gràcies a la informació sobre l'organització o l'entorn que posseeixen, les seves experiències, coneixements, enriqueixen la presa de decisions en la companyia. S'observa que l'eficiència en la funció d'assessorament augmenta amb la mida del consell i amb la presència d'independents, que tenen generalment una àmplia experiència, ja que habitualment participen o han estat membres d'altres consells, el que enriqueix la visió que puguin tenir sobre un determinat assumpte, i, a més, solen ser professionals que compten amb un reconegut prestigi en aquest camp.

- El control dels gestors i servir com a enllaç amb els accionistes. El consell ha d'actuar com a instrument de control per supervisar la gestió duta a terme pels directius de l'empresa, per tractar de reduir els conflictes d'interessos que es pot crear entre els directius i els inversors quan existeix una separació entre la propietat i la gestió. El conflicte es pot produir també entre accionistes majoritaris i minoritaris, i en aquest cas el consell ha de vetllar perquè no siguin lesionats els interessos d'aquests últims. Així, el consell d'administració ha de salvaguardar els interessos dels petits accionistes, evitant que la divergència d'interessos existent entre accionistes majoritaris i minoritaris condueixi a un perjudici o expropiació dels petits inversors.

Per aconseguir això es recomana una sèrie d'accions entre les quals les més destacades són les relatives a la composició del Consell, en què han d'entrar a formar part dels anomenats "consellers independents", el dret d'informació i les retribucions dels consellers i els gestors de la societat.
Quant a la grandària del consell, el Codi unificat recomana que el nombre de consellers s'ha de mantenir entre 5 i 15, es recomana igualment que els consellers dominicals i independents han de representar una àmplia majoria sobre els executius i que els consellers independents haurien de representar almenys un terç del total.